# ŽRK Lokomotiva Zagreb
ŽRK Lokomotiva Zagreb (Ženski rukometni klub Lokomotiva Zagreb) ist ein kroatischer Frauen-Handballverein aus Zagreb.

## Geschichte
Der ŽRK Lokomotiva Zagreb wurde am 1. Februar 1949 gegründet. Lokomotiva war in der Anfangszeit der Jugoslawischen Meisterschaft das dominierende Team, gewann man schließlich 8 Meisterschaften zwischen 1956 und 1970. Im Jahr 1975 erreichte man das erste Mal das Finale der Landesmeister, nachdem man seinen 9. Titel im eigenen Lande feierte. Die nächsten 15 Jahre waren jedoch erfolglos. Erst 1991 holte man wieder die Meisterschaft, zugleich die letzte im ehemaligen Jugoslawien. Dieses Jahr war insbesondere Erfolgreich da man den EHF-Pokal gewinnen konnte. Nach dem Zerfall Jugoslawiens gewann man die erste kroatische Meisterschaft sowie den Pokal 1992. Auch hier kommt es danach zu einer Durststrecke in der ŽRK Podravka Koprivnica dominierte. Vier weitere Titel konnte man erst 2004, 2014, 2022 und 2023 holen.
Auch im Pokal sah dies nicht anders aus. Nach 1971 gelang nur noch ein Titel 1988 im ehemaligen Jugoslawien. Im kroatischen Pokal sah es minimal besser aus, nach 1992 konnte man 2005, 2007, 2014 und 2018 den Titel holen.
Zwischen 1994 und 2000 versuchte man durch einen Namenssponsor finanziell zu Podravka Koprivnica auf zu schließen und hier wieder konkurrenzfähig zu sein, was jedoch nicht gelang.
Den größten Vereinserfolg nach dem Sieg im EHF-Pokal 1991 erlangte man 2017 mit dem Sieg im EHF Challenge Cup.

## Erfolge
- Jugoslawische Meisterschaft: 1956, 1959, 1962, 1964, 1965, 1968, 1969, 1970, 1974, 1991
- Kroatische Meisterschaft:  1992, 2004, 2014, 2022, 2023
- Jugoslawischer Pokal: 1956, 1957, 1958, 1959, 1960, 1965, 1971, 1988
- Kroatischer Pokal: 1992, 2005, 2007, 2014, 2018, 2021
- EHF-Pokal: 1991
- EHF Challenge Cup: 2017

## Namensrechte Sponsor
- 1949–1994 ŽRK Lokomotiva Zagreb
- 1994–2000 ŽRK Kraš Zagreb
- 2001–heute ŽRK Lokomotiva Zagreb

## Bekannte Spielerinnen
Nada Vučković, Božena Vrbanc Goleš, Mara Torti, Ines Dogan, Klaudija Klikovac, Nataša Kolega, Koraljka Milić, Maja Mitrović, Elena Nemaškalo, Renata Pavlačić, Adriana Prosenjak, Jasna Ptujec, Danijela Tuđa, Ana Titlić

## Bekannte Trainer
Josip Šojat, Velimir Kljaić, Irfan Smajlagić, Prof. Krešo Pavlin